# Lista de prefeitos de Marialva (Paraná)
Esta é a lista de prefeitos  e vice-prefeitos do município de Marialva, estado brasileiro do Paraná.
| Nº | Nome                        | Imagem                                                   | Partido                | Vice-prefeito                           | Início do mandato       | Fim do mandato                                        | Observações                                                              |
| 1  | Antonio Garcia Neto         |                                                          | PTB                    | —                                       | 14 de dezembro de 1952  | 13 de dezembro de 1956                                | Prefeito eleito em sufrágio universal                                    |
| 2  | Armando Moura               |                                                          | PSP                    | —                                       | 14 de dezembro de 1956  | 13 de dezembro de 1960                                | Prefeito eleito em sufrágio universal                                    |
| 3  | Eurico Dorneles de Barros   |                                                          | UDN                    | Alberto Lemucch                         | 14 de dezembro de 1960  | 13 de dezembro de 1964                                | Prefeito e vice eleitos em sufrágio universal                            |
| 4  | José Olympio Franco         |                                                          | PDC                    | Braz Clementino de Mendonça             | 14 de dezembro de 1964  | 18 de dezembro de 1965                                | Prefeito e vice eleitos em sufrágio universal falecido durante o mandato |
| 5  | Braz Clementino de Mendonça |                                                          | PDC                    | —                                       | 19 de dezembro de 1965  | 30 de janeiro de 1969                                 | Vice-prefeito eleito no cargo de prefeito                                |
| 6  | Armando Moura               |                                                          | ARENA                  | Romualdo Bôrtolo Borsari                | 31 de janeiro de 1969   | 30 de janeiro de 1973                                 | Prefeito e vice eleitos em sufrágio universal                            |
| 7  | Romualdo Bortolo Borsari    |                                                          | ARENA                  | José Gomes Colhado                      | 31 de janeiro de 1973   | 31 de janeiro de 1977                                 | Prefeito e vice eleitos em sufrágio universal                            |
| 8  | José Gomes Colhado          |                                                          | ARENA                  | João Celso Martini                      | 1º de fevereiro de 1977 | 31 de janeiro de 1983                                 | Prefeito e vice eleitos em sufrágio universal                            |
| 9  | Romualdo Bortolo Borsari    |                                                          | PMDB                   | Kenzo Ito                               | 1º de fevereiro de 1983 | 31 de dezembro de 1988                                | Prefeito e vice eleitos em sufrágio universal                            |
| 10 | João Celso Martini          |                                                          | PTB                    | João Gonçalves de Medeiros              | 1º de janeiro de 1989   | 31 de dezembro de 1992                                | Prefeito e vice eleitos em sufrágio universal                            |
| 11 | Onéssimo Aparecido Bassan   |                                                          | PST                    | Humberto Amaro Feltrin                  | 1º de janeiro de 1993   | 31 de dezembro de 1996                                | Prefeito e vice eleitos em sufrágio universal                            |
| 12 | João Celso Martini          |                                                          | PSDB                   | Luiz Carlos Stefano                     | 1º de janeiro de 1997   | 31 de dezembro de 2000                                | Prefeito e vice eleitos em sufrágio universal                            |
| 13 | Humberto Amaro Feltrin      |                                                          | PPS                    | Afonso Celso Simões Dornellas de Barros | 1º de janeiro de 2001   | 31 de dezembro de 2004                                | Prefeito e vice eleitos em sufrágio universal                            |
| 13 | Humberto Amaro Feltrin      | PMDB                                                     | Edgar Silvestre (PMDB) | 1º de janeiro de 2005                   | 31 de dezembro de 2008  | Prefeito reeleito e vice eleito em sufrágio universal |                                                                          |
| 14 | Edgar Silvestre, Deca       |                                                          | PSB                    | Evandro José da Cruz Araújo (PHS)       | 1º de janeiro de 2009   | 31 de dezembro de 2012                                | Prefeito e vice eleitos em sufrágio universal                            |
| 14 | Edgar Silvestre, Deca       | Antonieta Bellinati Perez (PTB)                          | PSB                    | 1º de janeiro de 2013                   | 31 de dezembro de 2016  | Prefeito reeleito e vice eleita em sufrágio universal |                                                                          |
| 15 | Victor Celso Martini        | Antonieta Bellinati Perez (PTB)                          |                        | PP                                      | 1º de janeiro de 2017   | 31 de dezembro de 2020                                | Prefeito eleito e vice reeleita em sufrágio universal                    |
| 15 | Victor Celso Martini        | Kátia Regina Gallo Feltrin (DEM até 2024) (PP após 2024) | 1º de janeiro de 2021  | PP                                      | 31 de dezembro de 2024  | Prefeito reeleito e vice eleita em sufrágio universal |                                                                          |
| 16 | Flávia Cheroni              |                                                          | PSD                    | Subtenente Wanderley (PL)               | 1º de janeiro de 2025   | Atualmente                                            | Prefeita e vice eleitos em sufrágio universal                            |